# Rocca dei Terzi
Die Rocca dei Terzi, auch Rocca di Sissa genannt, ist eine mittelalterliche Burg im Ort Sissa, einer Fraktion der Gemeinde Sissa Trecasali in der italienischen Region Emilia-Romagna. Sie liegt in der Viale della Rocca 6 und beherbergt einige Büros der Gemeindeverwaltung.

## Geschichte
Die ursprüngliche Burg, die der Verteidigung des Territoriums von Sissa diente, wurde vermutlich bereits im 11. Jahrhundert errichtet, auch wenn die erste urkundliche Erwähnung aus dem Jahre 1182 stammt. 1195 gewährte der Kaiser des Heiligen Römischen Reiches, Heinrich VI., dem Domkapitel zu Parma das Recht auf die Rechtsprechung über Sissa.
1362 hatte Bernabò Visconti seinem Condottiere Gherardino Terzi den Besitz von Torricella an der Mündung des Taro zugestanden, und zwar mit dem Recht, es zu befestigen. Das kleine Gebäude wurde also vollständig umgebaut und bemerkenswert verstärkt, sodass es für über ein halbes Jahrhundert fast unangreifbar war.
1386 wurde Giberto I. dei Terzi, der Bruder des Niccolò Terzi des Älteren, Ältester der Familie und von Gian Galeazzo Visconti in die Lehen von Sissa und Trecasali investiert.
Anfang des 15. Jahrhunderts widerstand die Burg zahlreichen gewalttätigen Angriffen von Seiten der Rossis. Aber während der Kämpfe mit dem Herzogtum Mailand wurde sie 1422 von den Truppen der Republik Venedig eingenommen, die mit den Terzis alliiert waren, und bei den Attacken, die sie zu erleiden hatte, grundlegend beschädigt. Die Festung, die damals nicht mehr zu verteidigen war, wurde also abgerissen, wobei nur der Bergfried erhalten blieb, den Guido Terzi am Ende des Konfliktes wieder in Besitz nahm. Die Arbeiten zum Wiederaufbau des Gebäudes als Adelsresidenz wurden 1440 von Giberto, Nicolò und Guido Terzi in Angriff genommen, nachdem sie von Filippo Maria Visconti in das Lehen von Sissa investiert worden waren.
1551, während des Krieges um Parma, in dem sich der Herzog Ottavio Farnese, der mit den Terzis alliiert war und vom König von Frankreich, Heinrich II., unterstützt wurde, und Papst Julius III., unterstützt vom Kaiser des Heiligen Römischen Reiches, Karl V. gegenüberstanden, wurde die Rocca di Sissa von Troilo II. de’ Rossi, dem Kommandanten der päpstlichen Truppen, geplündert. Im Jahr darauf nahmen die Terzis ihr verwüstetes Anwesen wieder in Besitz.
Im Laufe des 18. Jahrhunderts wurde die alte Burg definitiv in die heute erhaltene Adelsresidenz umgewandelt, wobei der alte, mittelalterliche Bergefried erhalten blieb.
1758 starb der alte Familienzweig der Terzis mit dem Tod des Grafen Francesco Maria aus, dessen Tochter Corona die Ehe mit dem Markgrafen Bonifacio II. Rangoni einging, der seinem eigenen Nachnamen den seiner Gattin hinzufügte und so Stammvater der Rangoni Terzis wurde.
1805 wurden durch die Edikte Napoleons die Feudalrechte abgeschafft, aber die Familie Rangoni Terzi behielt die Burg, die sie gegen Ende des 19. Jahrhunderts an die Familie Raimondi verkaufte. Diese wiederum verkauften sie im Jahre 1900 an die Gemeinde Sissa, die dort den Sitz ihrer Gemeindeverwaltung etablierte und zu Füßen des Bergfrieds eine monumentale Eingangstreppe errichten ließ. Um 1950 wurde die Eingangstreppe auf der Ostseite rekonstruiert und 1986 die zu Anfang des Jahrhunderts errichtete, breite Treppe durch eine neue aus Beton und Holz ersetzt.
Am 27. Januar 2012 traf ein schweres Erdbeben die Provinz Parma. Die Rocca dei Terzi wurde so stark beschädigt, dass sie als unbewohnbar erklärt werden musste und die Gemeindeverwaltung gezwungen war, alle ihre Büros an einen provisorischen Sitz zu verlegen. Später wurden strukturelle Erhaltungsmaßnahmen und Restaurierungsarbeiten am Bergfried eingeleitet, die im Oktober 2017 abgeschlossen wurden.

## Beschreibung

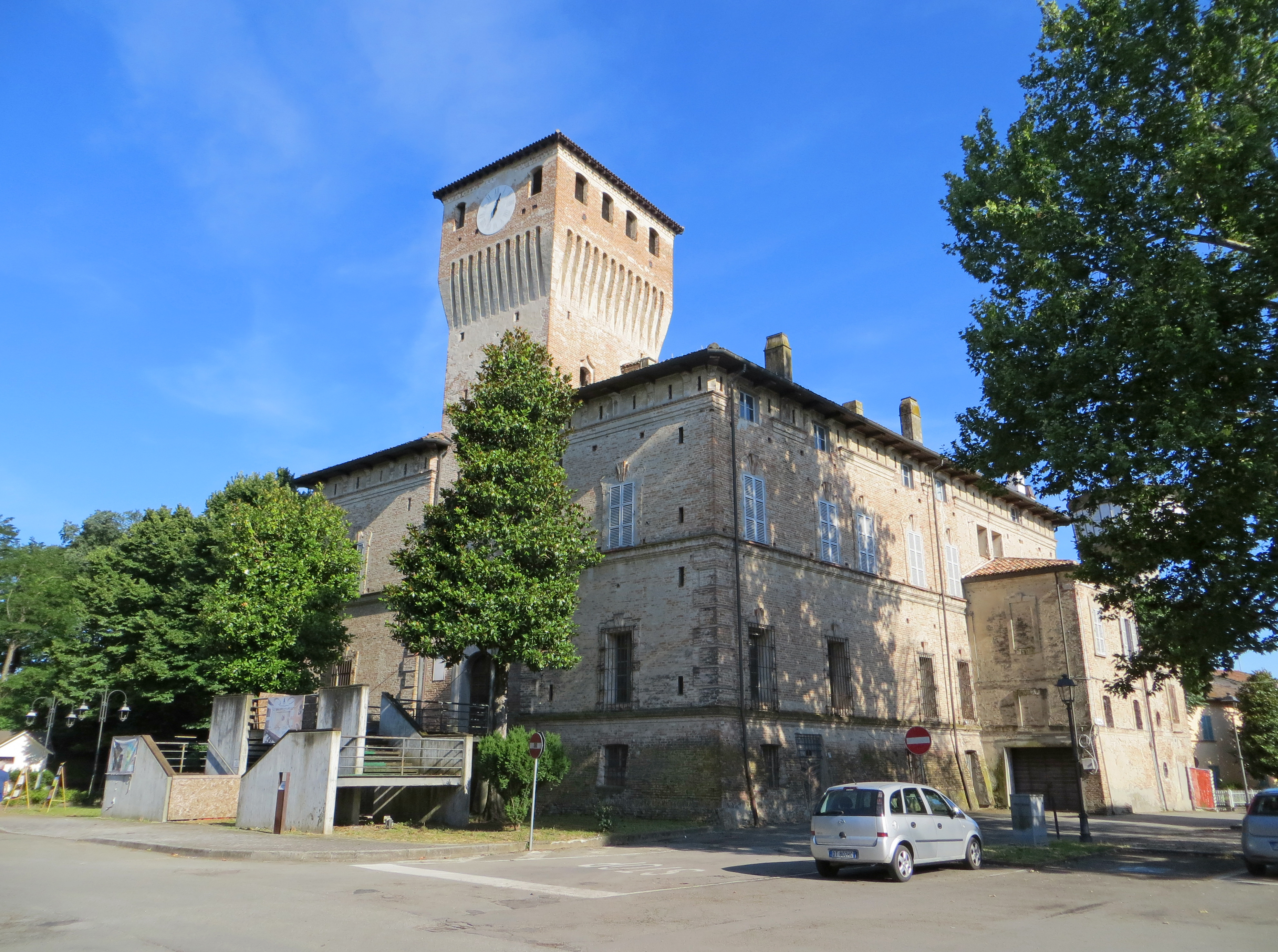
Hauptfassade und Ostfassade

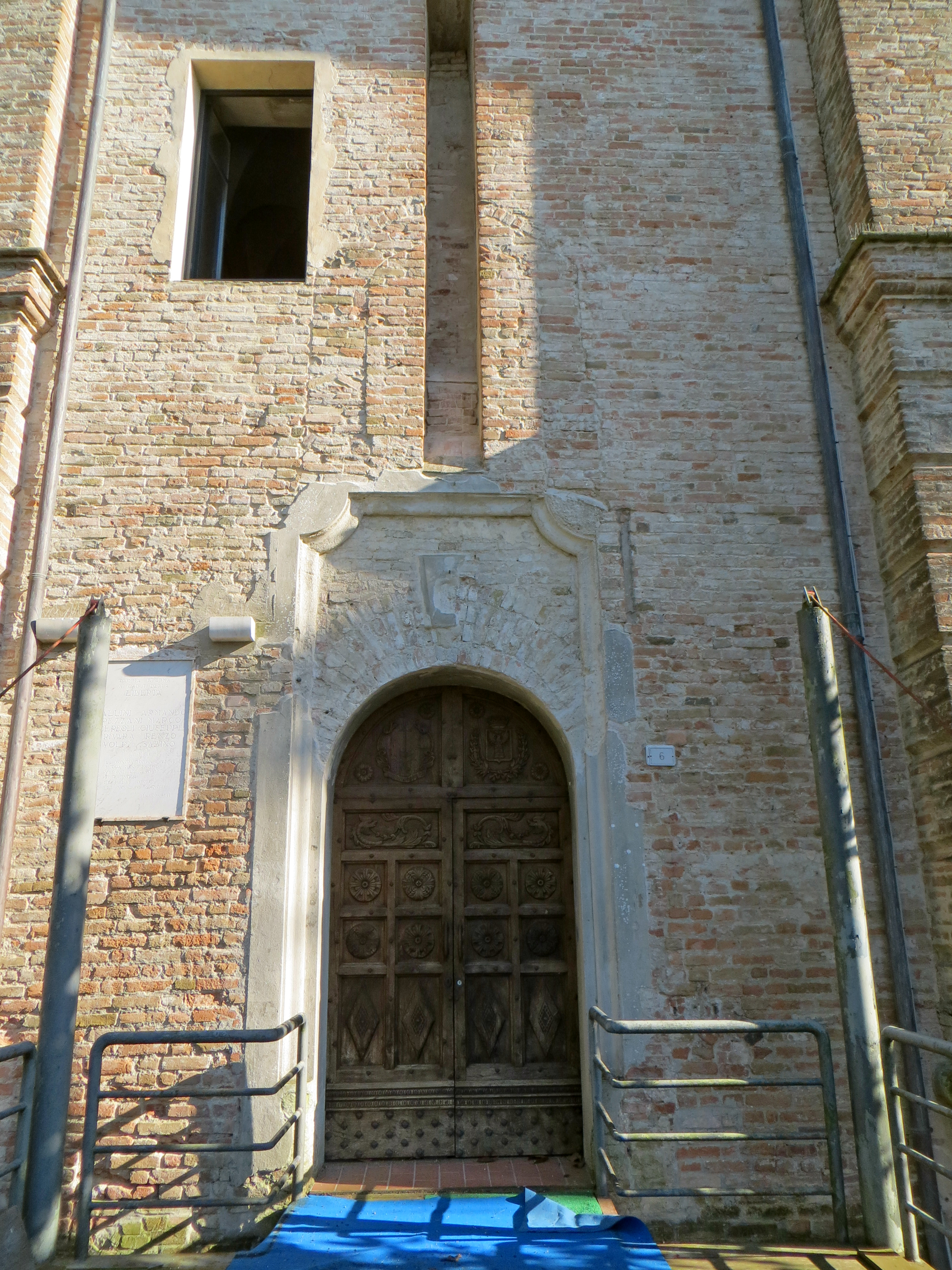
Eingangsportal

Die Burg von mittleren Ausmaßen erhebt sich um einen kleinen Innenhof herum, der hinter dem Bergfried liegt, der als Eingang fungiert.
Die Fassaden, die vollständig aus Mauerziegeln bestehen, zeigen die beiden konstruktiven Hauptepochen des Gebäudes.
An dem 27 Meter hohen Bergfried, der sich in der Mitte der Hauptfassade erhebt, sind die mittelalterlichen Konstruktionsmerkmale erhalten, darunter die alten Konsolen mit Abläufen, die gespreizten Fenster und der Schlitz in der Mitte, in dem im 15. Jahrhundert die Bolzen für die Zugbrücke untergebracht war. Letztere wurde durch eine gemauerte Brücke ersetzt, die Anfang des 20. Jahrhunderts im Zuge des Baus der Monumentaltreppe abgerissen wurde. Diese wurde 1986 ebenfalls abgerissen, um Platz für eine moderne Treppe mit zwei gegenläufigen Rampen zu schaffen, die aus Beton und Holz erbaut wurde. In der Mitte des Bergfrieds sitzt oben eine große Turmuhr, die das alte Exemplar aus dem 16. Jahrhundert aus Eisen ersetzte, das noch von Hand aufgezogen werden musste. Diese alte Uhr funktioniert noch und ist heute in einem der Innenräume ausgestellt.

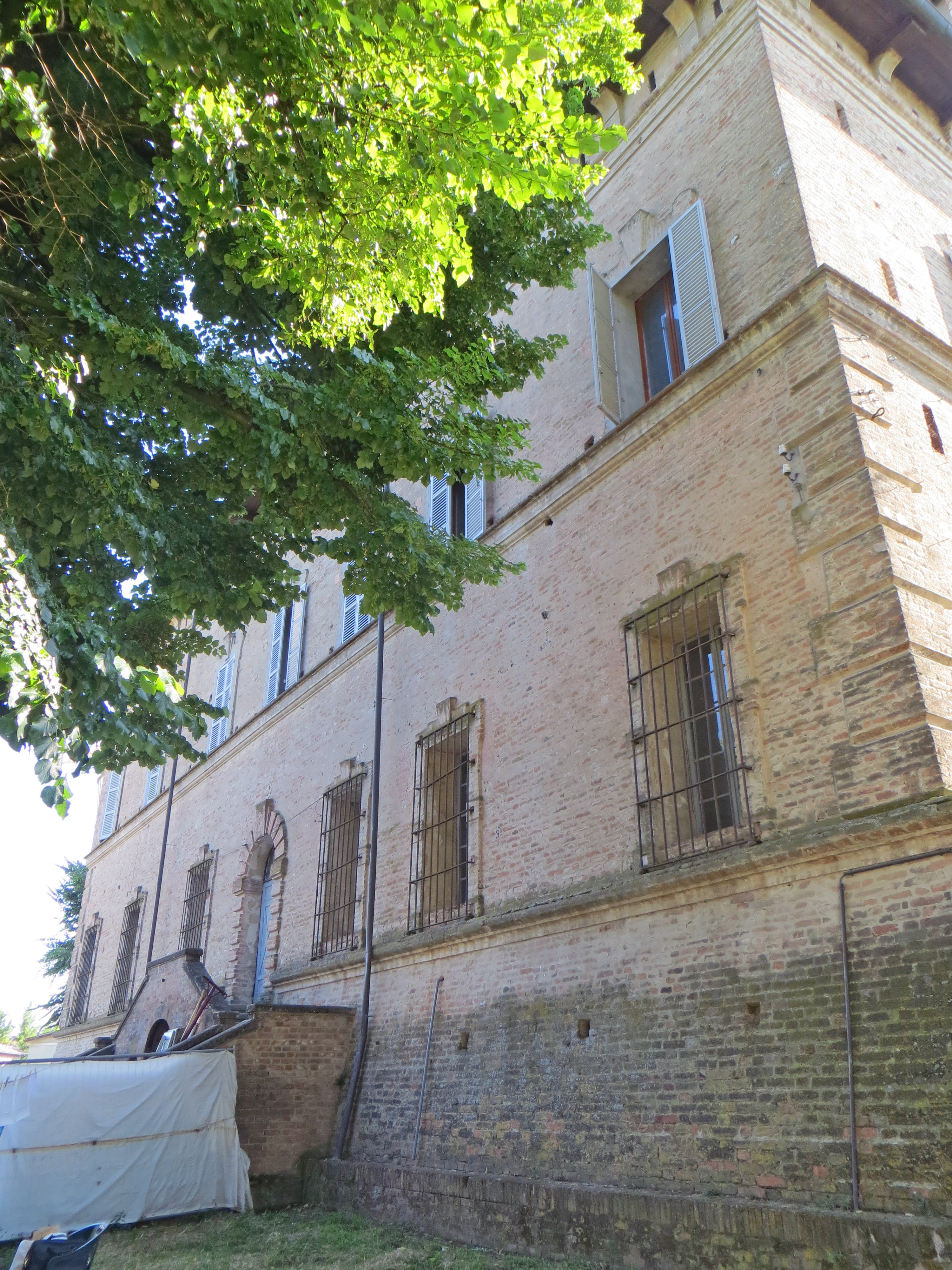
Ostseite

Auf den Seiten des Bergfrieds sind die Gebäude, die den Adelspalast bilden, symmetrisch angeordnet. Sie sind im Stil des 18. Jahrhunderts gehalten, was man besonders an den Geschosstrennungssimsen erkennt, die die beiden Hauptgeschosse des Gebäudes trennen, in den Barockrahmen der Fenster, den Dekorationen in falschem Bossenwerk an den Gebäudeecken und an den eleganten Traufgesims mit Konsolen oben an der Fassade.
In der Mitte der Ostfassade liegt ein zweiter Eingang, der über eine große Treppe mit zwei Rampen in Beton und Mauerziegeln zu erreichen ist, die um die Mitte des 20. Jahrhunderts unter Leitung des Architekten Mario Vacca geschaffen wurde.

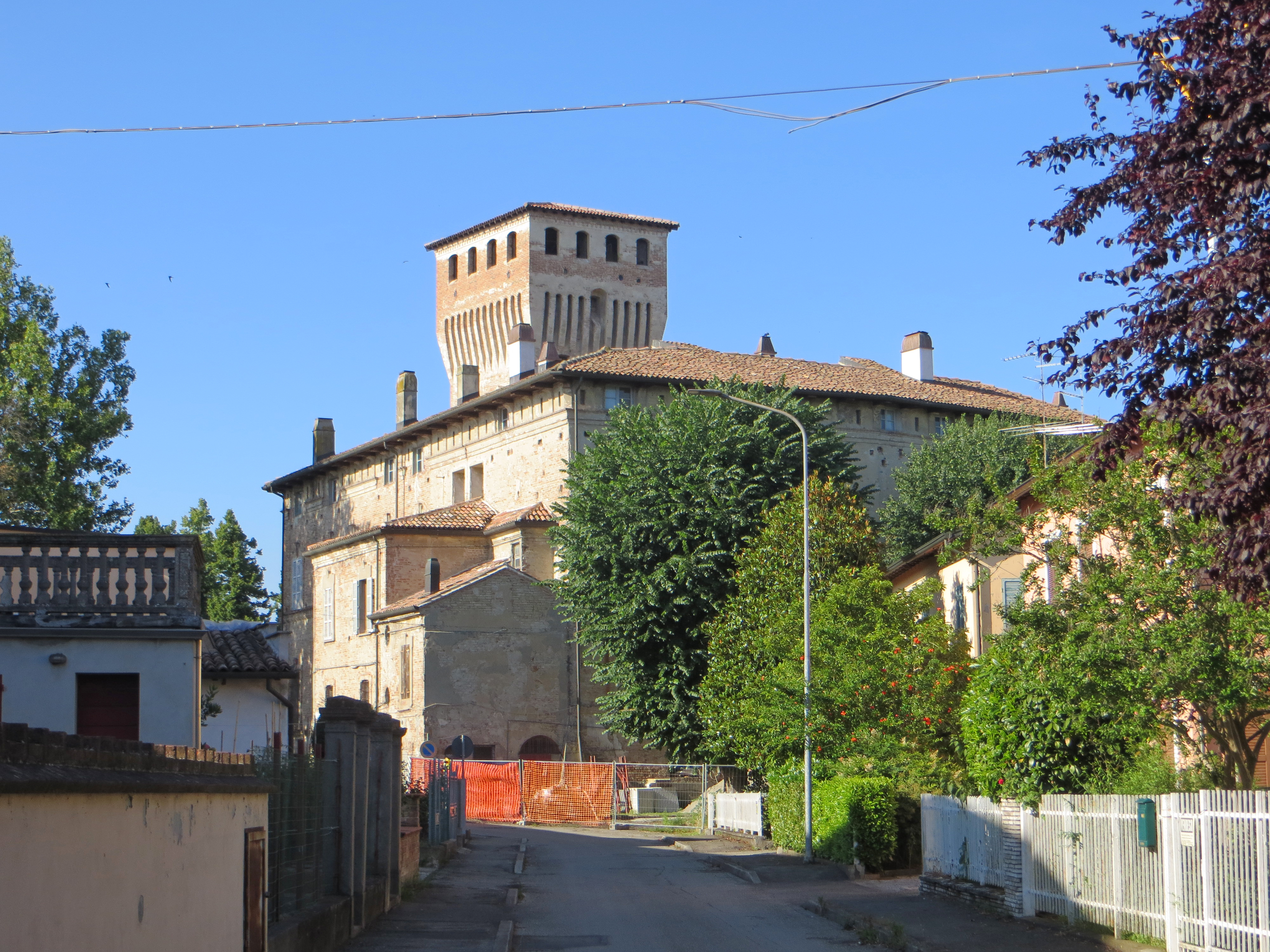
West- und Südfassade

Im Inneren trägt der kleine Hof in der Mitte die Spuren der alten Vorhalle mit darüber liegenden Loggia, die im Zuge der alten Umbauten zugemauert wurde. Der Saal auf der linken Seite des Eingangs ist mit Stuck und Fresken dekoriert; letztere zeigen „Blumen und Putten“, „Victoria mit dem Streitwagen“, „Allegorie“ und „Gottheit“, vermutlich vom Maler Giovanni Bolla Anfang des 18. Jahrhunderts geschaffen. Die Treppe, die zum Obergeschoss führt, ist mit Stuck verziert, der Ovale mit mythologischen Figuren einrahmt, und zeigt an der Decke das Fresko „Ganymed, vom Adler entführt“.
Im ersten Obergeschoss liegen eine Reihe von Räumen mit Rechteckgewölbe- und Kreuzgewölbedecken. Ein kleiner Saal ist vollständig mit Fresken aus dem 19. Jahrhundert mit exotischen Motiven bedeckt, auf denen Landschaften und repräsentative Persönlichkeiten der damals bekannten Kontinente abgebildet sind. Die Malereien des angrenzenden Zimmerchens zeigen dagegen Landschaftsansichten zwischen Grotesken. Der wertvollste Raum ist aber der Ratssaal, der ursprünglich ein kleines Theater beherbergte. Dieser ist mit einem großen Fresko aus dem 18. Jahrhundert verziert, auf dem „Daphne, der Apollon beispringen wird, der auf einer Pythonschlange sitzt und die Nacht vertreibt, bevor er sich in Lorbeer verwandelt, wie es die Legende besagt“ abgebildet ist, ein Werk Sabastiano Galeottis. An den Wänden hängen dagegen vier Gemälde von unbekannten Künstlern, von denen „Das Urteil des Salomo“, „Die Flucht nach Ägypten“ und „Figuren in Kostümen in einem Wald“ aus dem 18. Jahrhundert stammen und „Hügelige Passage“ vermutlich im 17. Jahrhundert gemalt wurde.

### Besucherrundgang
Seit 2015 gehört die Rocca dei Terzi zum Circuito dei Castelli der Associazione dei Castelli del Ducato di Parma, Piacenza e Pontremoli.
Für Besucher zugänglich ist zu bestimmten Gelegenheiten der Bergfried aus dem 15. Jahrhundert, von dem aus man einen schönen Rundblick hat und in dessen Inneren die eiserne Turmuhr aus dem 16. Jahrhundert ausgestellt ist.